# Meishi

Meishi

Meishi (名刺) is het Japanse equivalent van een visitekaartje. Zoals meer handelingen in Japan, is ook het uitwisselen van meishi geritualiseerd.

## Het uitwisselen van Meishi
Iemand wordt verwacht een meishi aan te bieden wanneer men een nieuwe zakenrelatie ontmoet. Meishi worden bewaard in een leren hoesje. Dit zodat ze niet warm of versleten raken, want dat wordt beschouwd als een teken van minachting of onachtzaamheid.
Het presenteren gebeurt door met beide handen het kaartje bij de beide bovenhoeken vast te houden, en  met de leesbare zijde naar boven te presenteren aan de wederpartij. Daarbij stel je je voor met je bedrijf, positie en naam. De ontvangende partij pakt de meishi bij de onderhoeken vast. Het bedekken van de informatie met de vingers wordt als onbeleefd beschouwd. Wanneer je een meishi ontvangt wordt verwacht dat je het leest, en kennisneemt van de naam en rang. Dan bedank je en buig je.
Op een ontvangen meishi wordt niet geschreven. Het wordt netjes weggestopt in het leren hoesje. Daarbij wordt er rekening gehouden met de status van de gever en de ontvanger: de ontvanger stopt het boven dan wel onder zijn eigen kaartjes, al naargelang zijn status hoger of lager is dan de gever.

## Meishi herkennen
Normaal gesproken is de naam van de persoon geschreven in het Japans, alsook de titel en het bedrijf waarvoor de persoon werkt. Dit wordt zowel in de Japanse kanji als de westerse Rōmaji gedrukt, zij het vaak op verschillende kanten. De kanji kant is meestal verticaal georiënteerd.